# Cassola
Cassola är en ort och kommun i provinsen Vicenza i regionen Veneto i Italien. Kommunen hade 14 836 invånare (2018).